# Independence (Missouri)
 For alternative betydninger, se Independence. (Se også artikler, som begynder med Independence)
Independence er en amerikansk by og admistrativt centrum i det amerikanske county Jackson County, i staten Missouri. I 2000 havde byen et indbyggertal på 113.288.

## Venskabsbyer
- Higashimurayama, Japan

## Ekstern henvisning
- Independences hjemmeside Arkiveret 17. september 2004 hos  Wayback Machine (engelsk)

39°05′33″N 94°24′50″V / 39.09247°N 94.41381°V